# Кватролинари (Бари)
Кватролинари (итал. Quattrolinari) је насеље у Италији у округу Бари, региону Апулија.
Према процени из 2011. у насељу је живело 8 становника. Насеље се налази на надморској висини од 121 м.